# Amiota buccata
Amiota buccata este o specie de muște din genul Amiota, familia Drosophilidae, descrisă de Wheeler în anul 1952. Conform Catalogue of Life specia Amiota buccata nu are subspecii cunoscute.